# Толкаевка
Толкаевка — река в России, протекает по Оренбургской области. Устье реки находится в 33 км от устья Малого Урана по левому берегу. Длина реки составляет 15 км, площадь водосборного бассейна — 75,8 км².

## Данные водного реестра
По данным государственного водного реестра России относится к Нижневолжскому бассейновому округу, водохозяйственный участок реки — Самара от Сорочинского гидроузла до водомерного поста у села Елшанка. Речной бассейн реки — Волга от верховий Куйбышевского вдхр. до впадения в Каспий.
Код объекта в государственном водном реестре — 11010001012112100006570.